# Valvasorjeva knjižnica Krško
Valvasorjeva knjižnica Krško je osrednja splošna knjižnica s sedežem na Cesti krških žrtev 26 v Krškem. Ustanovljena je bila leta 1964 in je skoraj 60 let domovala v delu stavbe Kapucinskega samostana Krško.  Danes je največja knjižnica v Posavju, ki ima novozgrajeno namensko načtovano poslopje in kandidira tudi za knjižnico leta 2023 v svetovnem merilu.
Poimenovana je po slovenskem polihistorju Janezu Vajkardu Valvasorju, ki je v Krškem tudi umrl. Ima dislocirane enote: Videm, Kostanjevica na Krki in Senovo. V letu 2008 je bila na isti ulici odprta pionirska enota knjižnice. Glede na COBISS je leta 2013 imela 98.287 enot gradiva.